# Triboker

Karte der germanischen Stämme um 50 n. Chr. (ohne Skandinavien)

Die Triboker waren ein Volksstamm, der spätestens um das Jahr 70 v. Chr. im Gebiet am Rhein um Straßburg und Haguenau ansässig war. Ab wann genau dieser Volksstamm dort sesshaft wurde, ist nicht sicher zu belegen. Die Triboker betrieben in ihrem Siedlungsraum Vieh- und Ackerwirtschaft sowie Eisenverhüttung und Steinabbau. Nach ihnen wurde die Civitas Tribocorum benannt.

## Erste Nennungen bei Caesar und Tacitus
Die Triboker werden erstmals von dem römischen Feldherrn und Autor Gaius Iulius Caesar in De Bello Gallico genannt, seinem Bericht über seine Kriege in Gallien. Um das Jahr 70 v. Chr. waren unter Führung des germanischen Fürsten Ariovist auf der Suche nach neuem Siedlungsgebiet verschiedene Volksstämme ins Gebiet der Gallier eingedrungen. Die unter dem Protektorat des Römischen Reichs stehenden Gallier baten, so Caesar, Rom um Hilfe. Caesar nennt die Triboker dann unter den sieben Stämmen, die er in einer Schlacht am Rhein im Jahr 58 v. Chr. besiegte. Der römische Historiker und Senator Tacitus greift am Ende des 1. Jahrhunderts n. Chr. auf den von ihm hoher Gewährsmann genannten Caesar zurück und erwähnt in seiner Germania die Triboker ebenfalls.

## Germanen oder Kelten
Caesar bezeichnet die sieben Volksstämme der Schlacht am Rhein als Germanen. Neben den Tribokern nennt Caesar in seinem Kriegsbericht noch die Haruder, Markomannen, Vangionen, Nemeter, Sedusier und Sueben. Heute wird angenommen, dass bestimmte der aufgezählten Stämme wie die Nemeter ursprünglich Kelten waren, die sich vor der Schlacht in germanischem Siedlungsgebiet niedergelassen und sich dann der Führung des germanischen Fürsten Ariovist angeschlossen hätten. Über die ethnische Zugehörigkeit der Stämme im rechtsrheinischen Vorfeld des Rheins ist im 1. Jahrhundert v. Chr. aufgrund der sogenannten „Helvetier-Einöde“ wenig bekannt. Die Ansiedlung im Reichsgebiet fand vermutlich erst zur Regierungszeit des Augustus statt. Hinweise bei Caesar selbst gehören zu den „geographischen Exkursen“, die wohl frühestens in augusteischer Zeit in das Werk eingefügt wurden. Wahrscheinlicher ist neben einer indirekten Erwähnung des Geographen Strabon die eigene Bekundung Caesars, nach der Niederlage des Ariovist seien alle Sueben über den Rhein geflohen.

## Teilnahme am Aufstand der Treverer
Die Triboker schickten Kämpfer zu  Iulius Classicus, Anführer der Treverer und römischer Usurpator im späten 1. Jahrhundert, der die Gründung eines gallischen Imperiums durchsetzen wollte. Nach wenigen Monaten wurde dieser Aufstand gegen Rom durch Vespasians Feldherrn Petilius Cerialis niedergeschlagen.

## Geschichte im 4. Jahrhundert
Der Siedlungsraum der Triboker wurde um 350 n. Chr.  durch den Einfall der Alamannen  verwüstet und dann 401 von (anderen) Germanen besetzt.